# کش (شاهدانه)
کُش به‌طور کلی به یک سویه شاهدانه ایندیکا خالص یا درهم آمیخته اشاره دارد. سویه‌های سی. ایندیکا خالص شامل کوش افغانی، هندوکش، کوش سبز و کوش بنفش است. اصطلاح «کوش» اکنون به عنوان یک واژه عامیانه برای ماری‌جوآنا نیز به کار می‌رود.
خاستگاه شاهدانه کش از گیاهان بومی بیشتر در افغانستان، شمال پاکستان و شمال غربی هند است که نام آن از رشته کوه هندوکش گرفته شده است. گونه‌های شاهدانه هندوکش در میانه دهه ۱۹۷۰ به ایالات متحده برده شد و تا به امروز در آنجا موجود است.
سویههای پرهوادار کوش عبارتند از اوجی کُش، بابا کُش و کُش بنفش.